# Ryde (Verenigd Koninkrijk)
Ryde is een stad (town) en civil parish in de unitary authority Isle of Wight, in het gelijknamige Engelse graafschap. De havenplaats ligt aan de noordoostkust van het eiland Wight, tegenover Portsmouth. De civil parish telt 23.999 inwoners.

## Galerij

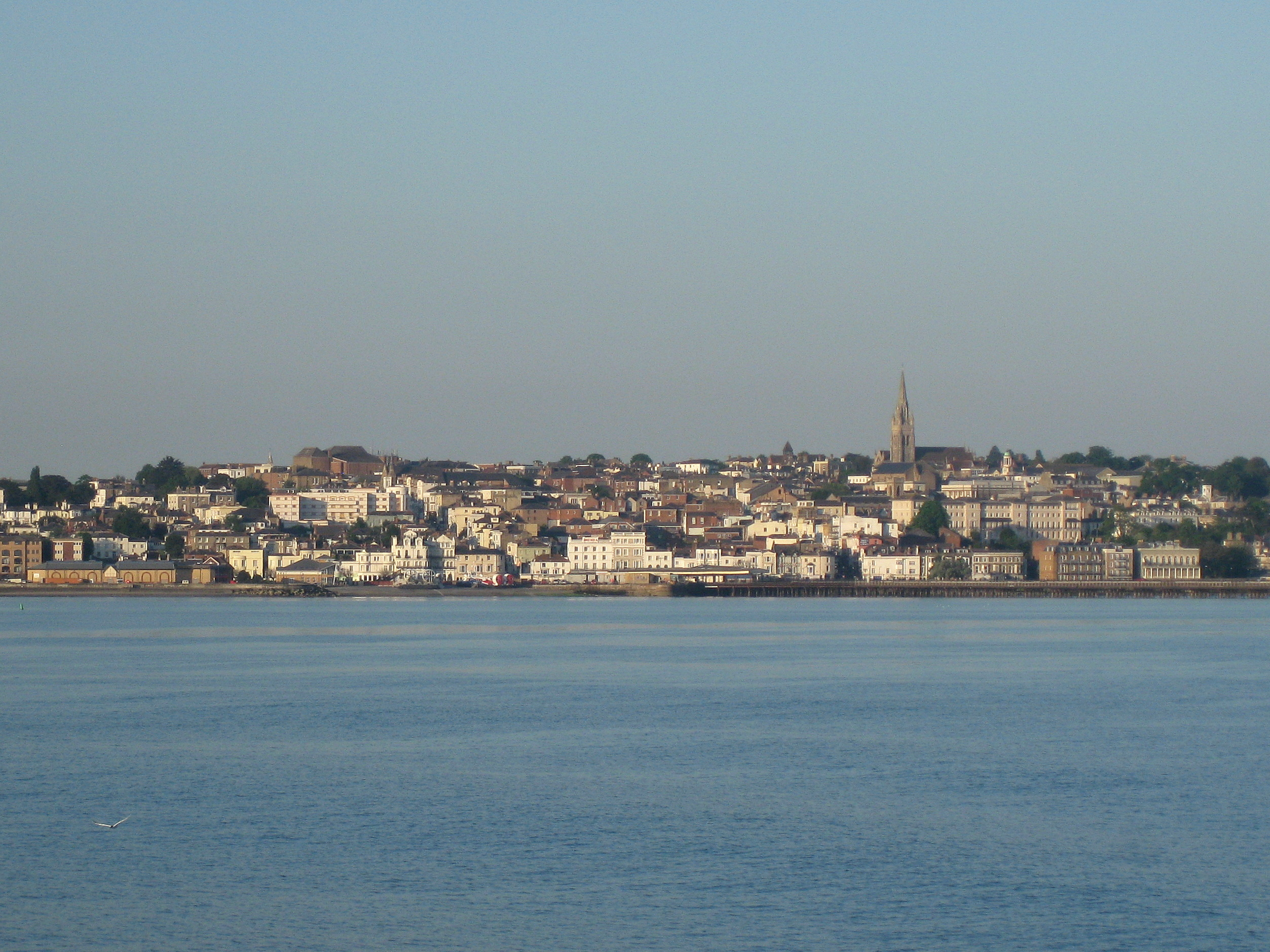
Ryde
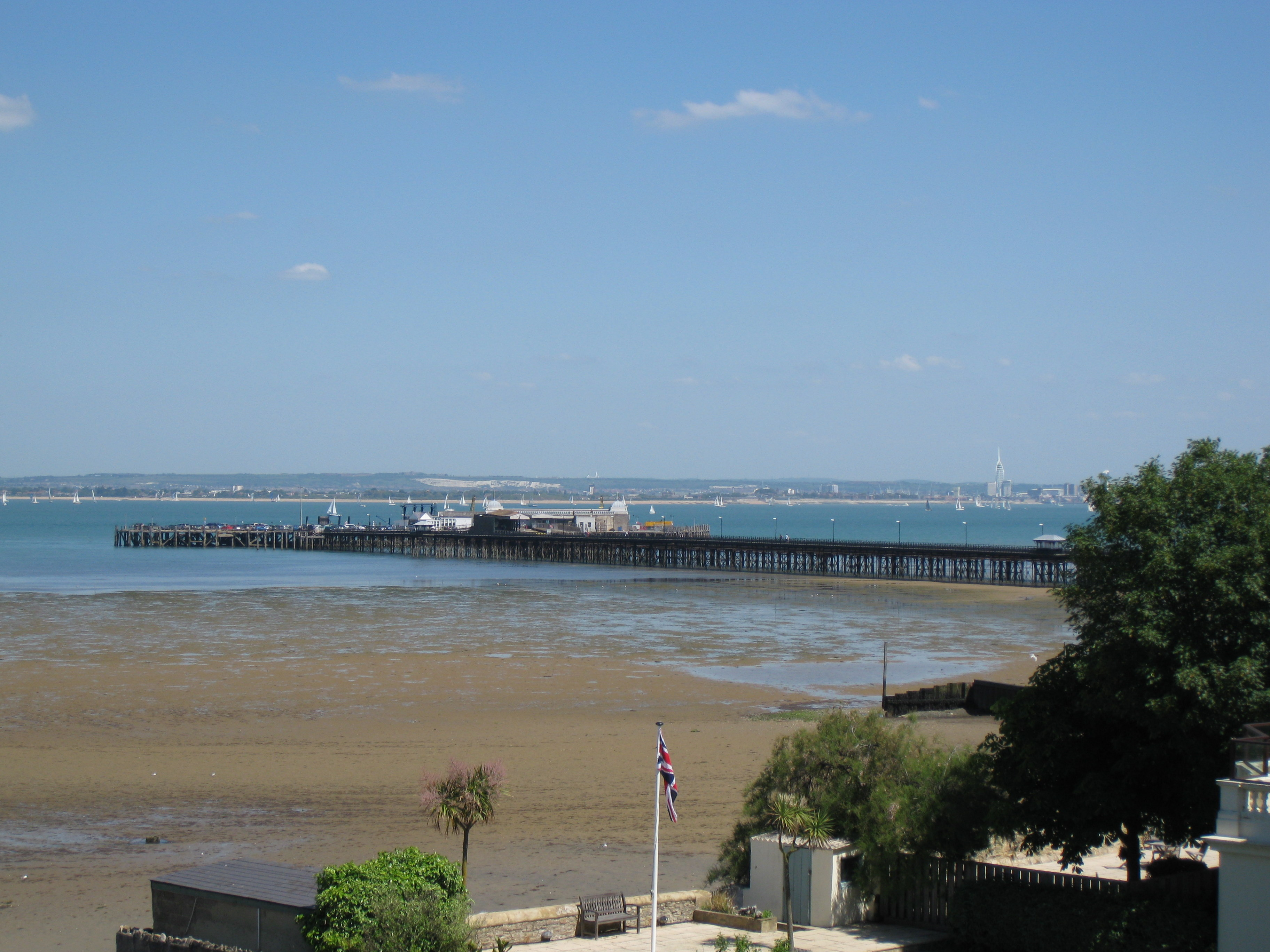
Pier van Ryde

## Geboren
- Anthony Minghella (1954-2008), regisseur en scenarioschrijver

Arreton · Bembridge · Brading · Brighstone · Calbourne · Chale · Cowes · East Cowes · Fishbourne · Freshwater · Gatcombe · Godshill · Gurnard · Havenstreet and Ashey · Lake · Nettlestone and Seaview · Newchurch · Newport · Niton and Whitwell · Northwood · Rookley · Ryde · Sandown · Shalfleet · Shanklin · Shorwell · St Helens · Totland · Ventnor · Whippingham · Wootton Bridge · Wroxall · Yarmouth